# Nordwestpirkanmaa

Lage von Nordwestpirkanmaa

Die Verwaltungsgemeinschaft Nordwestpirkanmaa (finnisch Luoteis-Pirkanmaan seutukunta) ist eine von sechs Verwaltungsgemeinschaften (seutukunta) der finnischen Landschaft Pirkanmaa. Zu ihr gehören die folgenden drei Städte und Gemeinden:
- Ikaalinen
- Kihniö
- Parkano